# Есаков, Семён Семёнович
Семён Семёнович Есаков (27 декабря 1797 — апрель 1831, Царство Польское) — российский офицер-артиллерист, полковник, один из выпускников Царскосельского лицея.

## Биография
Семён Есаков происходил из дворян Петербургской губернии. Крещён в Церкви Благовещения Пресвятой Богородицы, что при доме умершего Ивана Ивановича Бецкого.
Есаков был определён в Лицей в 1811 году, одновременно с Пушкиным. Вскоре стал одним из лучших по успехам воспитанником. О взаимных отношениях Есакова и Пушкина практически ничего неизвестно, и по кратким упоминаниям о нём в письмах Илличевского к Фуссу, в записках Пущина и в письмах Энгельгардта нельзя составить об этих отношениях никакого представления; впрочем, из того, что Пушкин ни разу не обмолвился об Есакове в своих письмах, даже по поводу его трагической кончины, о которой не мог не знать своевременно, можно, кажется, предположить, что оба товарища никогда не были особенно близки между собою — ни во время Лицейской жизни, ни впоследствии.
В 1817 году окончив Лицей и награждённый второй серебряной медалью, Есаков поступил вместе со своим товарищем Иваном Пущиным в лейб-гвардии конную артиллерию прапорщиком, а по сформировании из неё лейб-гвардии конно-артиллерийской лёгкой № 3 батареи, переведён был в её состав (в декабре того же года), 19 апреля 1820 году произведён в подпоручики, через 2,5 года — в поручики (16 декабря 1822 г.), затем в штабс-капитаны (8 ноября 1824 г.).
Батарея № 3 стояла в Варшаве, где в январе 1826 г. Есаков встречался с Кюхельбекером, бежавшим из Петербурга после восстания декабристов 14 декабря 1825 г. и надеявшимся при помощи своего лицейского товарища отыскать в Варшаве некоторых лиц, у которых он надеялся найти заступничества (был схвачен тайной полицией за подозрение в участии в восстании).
Получив несколько высочайших похвал за манёвры под Варшавой (1819, 1820, 1822) и под Брест-Литовском (1823), С. С. Есаков 11 августа 1829 года был произведён в полковники, а затем с началом Польской компании 1830 года принял в ней участие.
Весной 1831 года он застрелился при невыясненных обстоятельствах. Похоронен в Варшаве.
Е. А. Энгельгардт в письме к Матюшкину от 4 декабря 1831 г. кратко писал: «Есаков застрелился. Жаль, что его не убило ядром неприятеля», а в другом письме от 28 мая 1832 г. говорил: «Я писал тебе об ужасной кончине Есакова, который застрелил себя из-за каких-то неприятностей со службой. Жаль и глупо».
Я. К. Грот, называя Есакова «благороднейшим человеком», сообщал что во время Польской компании (1831 г.) он имел несчастье потерять две пушки под каким-то мостом и с отчаяния застрелился.
Товарищ Есакова по выпуску барон М. А. Корф оставил в своём дневнике следующие строки: «Со светским умом, с большой ловкостью, с благородным и твёрдым характером, с прекрасной наружностью и со многими любезными качествами, Есаков ещё в лицее подавал надежду на блистательную карьеру, но по неразгаданным доныне причинам, сам добровольно расстался с жизнью, которая, по-видимому, столь много ему сулила. Служив с самого начала в конной артиллерии, быв уже гвардии полковником, увешанный орденами, командир артиллерийской роты, он в Польскую компанию (1831 г.), после дела, в котором имел несчастье потерять несколько пушек — застрелился, не оставив даже никакой записки в пояснение своего поступка.»

## Семья
Отец:
Семён Иванович Есаков — надворный советник, служивший директором Временного отделения ассигнационного банка (с 1814 по 1816 гг.) и умерший во второй половине 1820-х в возрасте 88 лет.
Мать—Елизавета Филипповна Ярцова, дочь воронежского вице-губернатора.
Есаков был женат на Марии Ивановне Герман (1799—1866), дочери генерал-аншефа барона Ивана Ивановича Германа фон Ферзена (1740—1801) от брака с Шарлоттой Ивановной фон Герард. Одна из сестер Есаковой, Шарлотта (1791—1875), была женой дипломата П. Я. Убри. В браке имели троих детей:
- Евгений Семенович (27.09.1825—17.03.1872), окончил курс в Лицее с малою золотою медалью в 1844 году; служил в IV Отделении Собственной Его Императорского Величества Канцелярии; был замешан в дело Петрашевского, сидел в крепости, после чего был снова принят А. Л. Гофманом на службу в IV Отделение; состоял секретарём при Великой Княгине Елене Павловне и умер от чахотки.
- Александр Семенович (22.04.1830— ?), близнец, по выпуске в 1849 году из 2-й Санкт-Петербургской гимназии, он окончил курс Горыгорецкого Земледельческого Института и состоял затем личным секретарём при графе П. Д. Киселёве, который, по семейному преданию, и умер на его руках заграницей; скончался он в Петербурге, душевнобольным;
- Софья Семеновна (22.04.1830— ?), родилась с братом в Скерневицах, замужем за бароном Николаем Николаевичем Корфом (ум. 22.11. 1884).

Братья Семёна Семёновича: Дмитрий Семёнович был генерал-лейтенантом и комендантом в Вильне, а Пётр Семёнович, полковник Шлиссельбургского егерского полка (род. в 1806 г.), умер в 1842 году в Варшаве, где и погребён вместе с отцом; оба они оставили потомство.